# Les Impatientes (roman)
Pour les articles homonymes, voir Les Impatientes.
Les Impatientes est un roman de Djaïli Amadou Amal paru en 2020 aux éditions Emmanuelle Collas et ayant reçu le prix Goncourt des lycéens la même année. 

## Historique du roman

### Écriture du roman
Djaïli Amadou Amal explique dans un entretien au Monde que Les Impatientes est inspirée par sa propre vie : elle a subi un mariage arrangé à un âge précoce avec un époux bien plus âgé qu'elle ne connaissait pratiquement pas, puis elle s'est remariée à un homme polygame et violent. Elle décrit cette période en ces termes: « Mais toi tu crèves lentement, battue, violée, humiliée, car ton mari a tous les droits. J’ai enchaîné les maladies, spasmophilie, hypertension, diabète, une boule perpétuelle au fond de la gorge. Personne ne pouvait me comprendre». Selon Djaïli Amadou Amal, c'est la culture, la lecture puis l'écriture qui lui ont permis de s'en sortir : elle voit ses livres comme des armes dans la lutte contre la polygamie, les mariages forcés et les violences conjugales. Elle explique ainsi avoir écrit en pensant à ses filles : « Il fallait que j’incarne une voix suffisamment forte et influente pour pouvoir, le jour venu, m’opposer à leur mariage précoce et les arracher à ce système néfaste ».
Les Impatientes est la reprise en Europe du roman Munyal, les larmes de la patience (munyal signifiant « patience » en peul) publié en 2017 au Cameroun et dans l'ensemble de l'Afrique francophone, qui avait reçu en 2019 le premier prix Orange du Livre en Afrique,. C'est à l'occasion du prix Orange que l'éditrice française Emmanuelle Collas (ancienne directrice des éditions Galaade) remarque le roman et décide de le publier dans sa toute jeune maison d'éditions fondée en 2018. À cette fin, elle retravaille le texte avec l'autrice afin de le rendre « universel, [pour] qu’il puisse être lu partout dans le monde » en s'attachant toutefois à préserver les mots en peul.

### Prix littéraires
Retenu, à la surprise générale, jusque dans la dernière sélection du prix Goncourt à la rentrée littéraire 2020,, le roman Les Impatientes reçoit finalement le 2 décembre 2020 le prix Goncourt des lycéens au premier tour de scrutin par dix voix contre une pour Chavirer de Lola Lafon et une pour L'Anomalie (récompensé du prix Goncourt la veille) d'Hervé Le Tellier.
Elle a aussi eu le prix Orange du Livre en Afrique en 2019

### Ventes
Dans le palmarès des ventes hebdomadaires réalisé par l'Institut GfK à partir d'un échantillon de 5 000 points de vente en France, le livre se classe en sixième position dans la semaine du 15 au 21 février 2021.

## Résumé
Le livre donne à entendre trois récits à la première personne de trois femmes africaines qui entendent dès leur naissance qu’il faut qu’elles soient patientes pour remplir comme il se doit le rôle d’épouse qui leur est réservé. Il s’agit de Ramla, une adolescente talentueuse, belle et éduquée qui rêve de devenir pharmacienne et d’épouser l’homme qu’elle aime ; de sa demi-sœur Hindou, mariée à son cousin raté, alcoolique et violent ; et de Safira, la première épouse du quinquagénaire auquel Ramla est destinée. Ramla subit non seulement la trahison des siens, surtout de son père, qui rompt son engagement et suit le diktat de son propre frère qui lui intime l’ordre de donner sa fille au riche homme d’affaires, mais aussi de l’entourage féminin, sa tante mais aussi sa mère qui peine à la protéger. Blessée au plus profond d’elle-même par l’arrivée d’une seconde épouse après vingt ans de vie monogame et heureuse, Safira jure de faire partir cette rivale. Elle lutte sournoisement contre Ramla et finit par obtenir ce qu’elle voulait, regrettant ses actions mais contente du départ et prête à affronter n’importe quelle nouvelle rivale. Hindou, elle, finit par devenir folle, ne pouvant plus faire face aux violences de son mari qu’elle a essayé de fuir une fois mais en vain. Chacune de ces femmes, à sa manière, se rebelle contre le maître mot auquel leur existence se résume : patience.

## Réception critique
Lors de sa parution en France, le roman est très bien accueilli par la critique littéraire qui unanimement le considère comme un « grand roman féministe »,, Carine Azzopardi parle de « portraits de femmes bouleversants » avec « des mots qui claquent en pleine figure ».

## Éditions
- Munyal, les larmes de la patience, Yaoundé, Éditions Proximité, 2017, 146 p.
- Les Impatientes, Éditions Emmanuelle Collas, 2020 (ISBN 9782490155255)

## Pour approfondir